# Ponthaven (Amsterdam)
De Ponthaven is een schuine insteekhaven in Amsterdam-Noord aan het IJ, bij de Aambeeldstraat in de polder Nieuwendammerham, tegenover het Java-eiland.
De Ponthaven is de thuishaven van de Amsterdamse veren (ponten en IJveren) van het vervoerbedrijf GVB, hier vindt ook het onderhoud plaats en liggen hier de niet in gebruik zijnde schepen voor anker behalve de Ponten over het Noordzeekanaal. 
Het terrein was van 1913-1924 in gebruik bij de Noordergasfabriek en na de sluiting hiervan kwam het terrein gedeeltelijk beschikbaar voor andere bestemmingen. De haven is door de Gemeente Amsterdam voor dit doel gegraven en sinds 1930 in gebruik. Aan de Aambeeldstraat ligt het kantoor van de afdeling Veren van het GVB. Van 1925 tot 1968 was in de nabijheid ook de oude Garage Noord van het GVB gevestigd.
Sinds 2007 is aan de Ponthaven, in een voormalige opslagloods, ook het Laboratorium voor muziektheater M-Lab gevestigd.

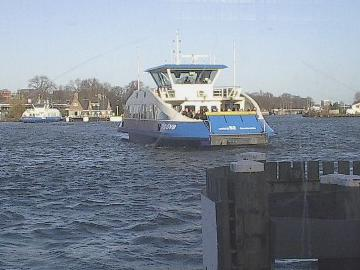
Een van de IJ-veren, richting Amsterdam-Noord.
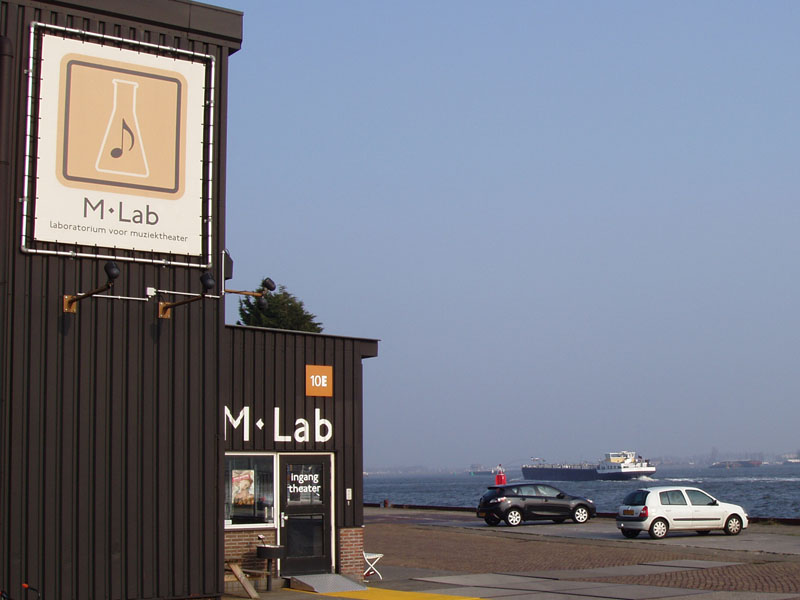
M-Lab, met zicht op het IJ.

| Havens en werven in het Amsterdamse havengebied |
| --- |
| · Afrikahaven Zanzibarhaven Madagascarhaven Amerikahaven Alaskahaven Cacaohaven Texashaven Aziëhaven Australiëhaven Tasmaniëhaven ADM-haven Westhaven Hornhaven Moezelhaven Mainhaven Beringhaven Suezhaven Bosporushaven Sonthaven Jan van Riebeeckhaven Usselincxhaven C. Reynierszhaven Adenhaven Ashaven Petroleumhaven Coenhaven Mercuriushaven Vlothaven Neptunushaven Minervahaven Houthaven Nieuwe Houthaven Bewaarhaven Oude Houthaven Sixhaven Ponthaven IJhaven Ertshaven Spoorwegbassin Entrepothaven Shipdock NDSM Oranjewerf Oranjesluizen P.W.Alexandersluis Noordzeekanaal IJ Dirk Metselaarhaven Isaac Baarthaven Wim Thomassenhaven |